# Kohima (huyện)
Huyện Kohima là một huyện thuộc bang Nagaland, Ấn Độ. Thủ phủ huyện Kohima đóng ở Kohima. Huyện Kohima có diện tích 3113 ki lô mét vuông. Đến thời điểm năm 2001, huyện Kohima có dân số 314366 người.